# Ado Bayero
Ado Bayero, né le 25 juillet 1930 à Kano et mort le 6 juin 2014 dans la même ville, est une personnalité religieuse nigériane, émir de Kano de 1963 à 2014.

## Biographie

### Lignée
Ado Bayero naît le 25 juillet 1930 dans la famille royale du clan Fulani Sullubawa, qui règne sur l'émirat de Kano depuis 1819. Son père est Abdullahi Bayero et sa mère Hajiya Hasiya. Il est le onzième enfant de son père et le deuxième de sa mère. À l'âge de sept ans, il est envoyé vivre avec Maikano Zagi. Son père règne pendant 27 ans. Muhammadu Sanusi I, le demi-frère d'Ado Bayero règne après leur père de 1953 à 1963. À la suite de son détrônement en 1963, Muhammadu Inuwa monte sur le trône pendant trois mois.

### Jeunesse et éducation
Il commence ses études à Kano, étudiant l'islam, après quoi il fréquente le collège de Kano. Il est diplômé de l'École d'études arabes en 1947. Il travaille comme employé de banque pour la Bank of British West Africa jusqu'en 1949, date à laquelle il rejoint la Kano Native Authority. Il fréquente le Zaria Clerical College en 1952. En 1954, il remporte un siège à la Chambre régionale du Nord. 
Il est chef de la division de police de l'Autorité autochtone de Kano de 1957 à 1962, période au cours de laquelle il tente de minimiser la pratique consistant à détenir brièvement des individus et des opposants politiques sur les ordres d'individus puissants. Il devient ensuite l'ambassadeur du Nigeria au Sénégal. Pendant ce temps, il s'inscrit dans un cours de langue française.

## Règne

### Accession au trône
Après la mort de l'émir Muhammadu Inuwa qui ne règne que trois mois, Ado Bayero est couronné émir de Kano le 22 octobre 1963, devenant le 13e émir peul de Kano et le 56e souverain de Kano.

### Années 1960
Bayero devient émir pendant la Première République, à une époque où le Nigeria traverse de rapides changements sociaux et politiques et où les discordes régionales, sous-régionales et ethniques augmentent. Au cours de ses premières années, deux mouvements politiques pro-Kano gagnent le soutien de certaines élites de Kano. Le Parti populaire de Kano émerge sous le règne de Muhammadu Inuwa et soutient l'émir déchu Sanusi, mais il disparaît rapidement. Le mouvement de l'État de Kano émerge vers la fin 1965 et favorise une plus grande autonomie économique pour la province.
La mort en 1966 de nombreux agitateurs politiques du nord du Nigeria, et l'établissement ultérieur d'un État unitaire, consolident un front uni dans la région du nord, mais entraînent aussi une vague de violence, y compris à Kano. Les admirateurs de Bayero lui attribuent le calme et la stabilité pendant cette crise et les crises ultérieures[réf. nécessaire]. 

### Années 1970
Les pouvoirs constitutionnels de l'émir sont réduits par les régimes militaires entre 1966 et 1979. Le département de la police et des prisons de l'autorité indigène est aboli, le conseil judiciaire de l'émir est remplacé par un autre organe et les réformes du gouvernement local en 1968, 1972 et 1976 réduisent les pouvoirs de l'émir. 

### Années 1980
Au cours de la deuxième république, il est témoin des hostilités du gouvernement dirigé par le Parti de la rédemption du peuple d'Abubakar Rimi. Le palais de Bayero accueille les visites officielles de nombreux membres du gouvernement et d'étrangers, mais en 1981, le gouverneur Abubakar Rimi restreint l'hommage traditionnel rendu par les chefs de village à Ado Bayero et retranche certains domaines de son émirat.
En 1984, une interdiction de voyager est imposée à l'émir et à son ami Okunade Sijuwade. Bien que les militaires s'appuient souvent sur les dirigeants traditionnels pour leur soutien, de nombreux régimes militaires réduisent les pouvoirs des dirigeants traditionnels tels que Bayero. 

### Années suivantes
En tant qu'émir, il devient un mécène de l'érudition islamique et adopte l'éducation occidentale comme un moyen de réussir dans le Nigeria moderne. Il est un critique virulent du groupe terroriste Boko Haram et s'oppose fermement à leur campagne contre l'éducation occidentale. Le 19 janvier 2013, il survit à une tentative d'assassinat imputée au groupe islamiste qui blesse deux de ses fils, et tue son chauffeur et trois de ses gardes du corps,. Un suspect principal avoue avoir participé à l'attaque contre le cortège de voitures de l'émir et à d'autres attaques coordonnées dans l'État. Cela conduit à l'arrestation de six autres personnes[réf. nécessaire]. 

## Décès et succession
Le 6 juin 2014, après cinquante et un ans sur le trône, Ado Bayero décède dans son palais de Gidan Rumfa. Une âpre lutte de succession pour savoir qui lui succédera débute au sein de la famille royale entre les maisons Bayero et Sanusi. Son fils aîné et héritier, Sanusi Ado Bayero est considéré comme le successeur naturel et les rapports initiaux l'annonçent comme émir. Le 8 juin 2014, son petit-neveu Sanusi Lamido Sanusi est couronné émir de Kano. Son fils, Sanusi Ado, en signe de protestation, décide de quitter Kano et en 2015, il est déchu de tous ses titres, après avoir refusé de prêter allégeance à l'émir Sanusi Lamido Sanusi.

## Postérité
Bayero est l'émir le plus ancien de l'histoire de Kano. Il est considéré comme l'un des dirigeants musulmans les plus éminents et les plus vénérés du Nigéria. Il est un homme d'affaires prospère et a travaillé comme banquier, policier, député et diplomate. Ado Bayero était le 13e émir peul depuis la guerre des Peuls d'Ousmane dan Fodio, lorsque les Peuls prennent le contrôle des cités-États haoussa. Il est l'un des émirs les plus forts et les plus puissants de l'histoire du pays haoussa. Il est réputé pour sa richesse abondante, entretenue au moyen d'investissements boursiers et d'un entrepreneuriat agricole à grande échelle, tant dans le pays qu'à l'étranger. 